# La donna tosata
La donna tosata (in greco antico: Περικειρομένη?, Perikeiroméne) è una commedia in cinque atti scritta da Menandro nel 314 a.C. circa e ci è nota grazie a cinque papiri che hanno conservato all'incirca cinquecento versi totali. L'opera, anche se si comprendono le linee essenziali dell'azione, è fortemente incompleta: manca la parte iniziale e vi sono importanti lacune anche nel resto del testo.

## Trama
Moschione e Glicera sono abbandonati in tenera età dai genitori e vengono cresciuti separati: Moschione viene adottato dalla ricca Mirrina, mentre Glicera diventa la concubina del soldato Polemone. 
Glicera è consapevole di essere la sorella di Moschione, ma il fratello ne è ignaro e si innamora di lei. I due vengono colti da Polemone mentre si abbracciano e ciò suscita l'ira di Polemone, il quale, per vendicarsi, rasa i capelli di Glicera, per umiliarne la bellezza. 
La giovane si rifugia, quindi, nella casa di Mirrina, rivelandole la verità. Dopo numerose complicazioni (tra cui un tentativo di assalto alla casa di Mirrina da parte di Polemone), la situazione inizia a chiarirsi grazie all'intervento di Pateco, un vicino di casa di Mirrina. Egli, spinto dalla curiosità, si interessa alla faccenda e alla fine scopre di essere il padre dei due fratelli. 
La commedia termina con un lieto fine: Glicera e Polemone possono riappacificarsi e convolare a nozze, mentre Moschione, ritrovata la sorella, ottiene a sua volta una sposa grazie al padre Pateco.